# Carl Erdmann von Lichnowsky und Woschtitz
Carl Erdmann von Lichnowsky und Woschtitz (geb. 17. Mai 1709 in Groß Ellguth, Kreis Reichenbach (Eulengebirge); gest. 23. Februar 1767 ebenda) war ein preußischer Landrat.

## Leben
Carl Erdmann von Lichnowsky und Woschtitz war der Sohn des Max von Lichnowsky und Woschtitz († 1755), Erbherr auf Silberkopf. 1728 immatrikulierte er sich an der Universität Jena. Von 1746 bis 1748 war er Nachfolger von Franz Josef von Schultzendorff als Landrat im Kreis Cosel. Im März 1759 wurde er Nachfolger von Landrat Carl Joseph von Schimonsky im Landkreis Ratibor. Während des Dritten Schlesischen Kriegs wurde er vom 15. März 1760 bis zum 11. Mai 1762 durch Joseph Matthäus von Lippa als Landrat im Kreis Ratibor vertreten. Nach seiner Rückkehr führte von Lichnowsky und Woschtitz die Amtsgeschäfte als Landrat in Ratibor bis Januar 1763 fort. Amtsnachfolger wurde Johann Heinrich von Wrochem.

## Persönliches
Carl Erdmann von Lichnowsky und Woschtitz war Erbherr auf Silberkopf und Groß Ellguth. Er war mit Anna Charlotte Elisabeth (Elise), geb. von Lieben (1720–1770) verheiratet. Das Ehepaar hat mindestens einen gemeinsamen Sohn, der als Cornet im Husaren-Regiment von Bohlen diente.